# Opisthacanthus antsiranana
Espèce
Opisthacanthus antsiranana est une espèce de scorpions de la famille des Hormuridae.

## Distribution
Cette espèce est endémique de la région Diana à Madagascar. Elle se rencontre sur la Montagne des Français.

## Description
Le mâle holotype mesure 38,7 mm.

## Étymologie
Son nom d'espèce lui a été donné en référence au lieu de sa découverte, la province d'Antsiranana.

## Publication originale
- Lourenço, 2014 : Micro-endemic and vicariant populations of Opisthacanthus Peters, 1861 (Scorpiones: Hormuridae) in Madagascar, with descriptions of two new species. Arthropoda Selecta, vol. 23, no 4, p. 383-391 (texte intégral).